# Frutioidia sanguinosa
Frutioidia sanguinosa är en insektsart som först beskrevs av Claudius Rey 1891.  Frutioidia sanguinosa ingår i släktet Frutioidia och familjen dvärgstritar. Inga underarter finns listade i Catalogue of Life.